# 추카이민
추카이민(丘凱敏, 구개민, 영문명 Anna Yau, 1974년 11월 30일 ~ )은 중화인민공화국 홍콩 특별행정구의 여성 가수, 영화배우, 연극배우, 텔레비전 연기자, 광고 모델, 방송인이다.

## 생애
1996년 가수로 첫 데뷔하였고 1997년 연극배우로 데뷔하였으며 1998년 뮤지컬 배우 데뷔한 그녀는 1999년부터 텔레비전 드라마에도 출연하기 시작하였고 2003년 홍콩 영화 《급타문일개기회(給他們一個機會)》를 통하여 영화배우로 데뷔하였다.

## 학력
- 1999년 캐나다 매니토바 대학교 경제학과(부전공: 사회학) 학사 (1993년 입학. 2년간 휴학. 1999년 학사 학위.)